# Carl Ludwig
Pour les articles homonymes, voir Ludwig.
Carl Friedrich Wilhelm Ludwig, né le 29 décembre 1816 à Witzenhausen, mort le 23 avril 1895 à Leipzig est un médecin, anatomiste et physiologiste prussien, inventeur du kymographe et du stromuhr

## Biographie
Carl Ludwig fait ses études de médecine à Marbourg et Erlangen. Il est professeur de physiologie en 1842 et d'anatomie comparée en 1846. Après avoir enseigné à Zurich et à Vienne il est nommé en 1865 à l'université de Leipzig, où il crée l'Institut de Physiologie auquel il laissera son nom. Ludwig se consacra à des domaines de recherche tels que la physiologie de la pression artérielle, l'excrétion urinaire et l'anesthésie. Il reçut la Médaille Copley en 1884. Ludwig fut le premier à observer la thermophorèse dans les mélanges liquides (« effet Soret » ou « effet Ludwig-Soret »). Depuis 1932 la Médaille Honoraire Carl Ludwig est décernée par la Société Allemande de Cardiologie à des chercheurs d'exception dans le domaine cardio-vasculaire.

## Œuvres et publications
- (de) Lehrebuch der Physiologie des Menschen, Winter (Leipzig & Heidelberg), 1856, Texte intégral.

- (de) Lehrebuch der Physiologie des Menschen, Winter (Leipzig & Heidelberg), 2e édition:

1. tome premier, 1858, Texte intégral.
2. tome second, 1861, Texte intégral.

- (de) Beiträge zur Physiologie : Carl Ludwig zu seinem siebzigsten Geburtstage gewidmet von seinen Schülern. Leipzig : F.C.W. Vogel. 1887. (Texte intégral.)